# Liste der Nintendo-Switch-Spiele/Z
| Titel                                                                   | Entwickler                 | Herausgeber                                                   | Genre                                | Handel | Veröffentlichung D/A/CH             | Quelle |
| ----------------------------------------------------------------------- | -------------------------- | ------------------------------------------------------------- | ------------------------------------ | ------ | ----------------------------------- | ------ |
| Z World Zombie Death War: Survival Platformer Game Left Killer Box 2023 | Midnight Works             | Midnight Works                                                | Action                               | Nein   | 16. Feb. 2023                       |        |
| Z-Warp                                                                  | Panda Indie Studio         | eastasiasoft                                                  | Shoot ’em up                         | Nein   | 6. Apr. 2022                        | [ 1 ]  |
| Zaccaria Pinball                                                        | Magic Pixel                | Magic Pixel                                                   | Pinball                              | Nein   | 23. Juli 2018                       | [ 2 ]  |
| Zapling Bygone                                                          | 9Finger Games              | JanduSoft                                                     | Metroidvania                         | Nein   | 9. März 2023                        | [ 3 ]  |
| Zarvot                                                                  | Snowhydra Games            | Snowhydra Games                                               | Action                               | Nein   | 19. Okt. 2018                       | [ 4 ]  |
| Zaubercode                                                              | Kurenter                   | Kurenter                                                      | Programmierspiel                     | Nein   | 22. Jan. 2022                       |        |
| Zen Bound 2                                                             | Secret Exit                | Secret Exit                                                   | Puzzle                               | Nein   | 24. Mai 2018                        | [ 5 ]  |
| Zen Chess Collection                                                    | QUByte Interactive         | QUByte Interactive                                            | Puzzle                               | Nein   | 12. Nov. 2019                       | [ 6 ]  |
| Zen Mindfulness: Meditation and Relax                                   | Mala Pata Studio           | Cooking & Publishing                                          | Audioplayer                          | Nein   | 4. Aug. 2022                        |        |
| Zenful Journey                                                          | Morning Shift Studios      | Ultimate Games                                                | Adventure                            | Nein   | 20. Juni 2023                       |        |
| Zenge                                                                   | Hamster On Coke Games      | Hamster On Coke Games                                         | Puzzle                               | Nein   | 21. Mai 2020                        | [ 7 ]  |
| Zengeon                                                                 | IndieLeague Studio         | PQube                                                         | Roguelite                            | Ja     | 6. Aug. 2021                        | [ 8 ]  |
| Zenith                                                                  | Infinigon                  | BadLand Publishing                                            | Action-Rollenspiel                   | Nein   | 20. Sep. 2019                       | [ 9 ]  |
| Zero Gunner 2-                                                          | Zerodiv                    | Zerodiv                                                       | Shoot ’em up                         | Nein   | 25. Jan. 2018                       | [ 10 ] |
| Zero Strain                                                             | Kaio Meris                 | eastasiasoft                                                  | Shoot ’em up                         | Nein   | 13. Aug. 2020                       |        |
| Zero Zero Zero Zero                                                     | Alvarop Games              | Ratalaika Games                                               | Jump ’n’ Run                         | Nein   | 7. Feb. 2020                        | [ 11 ] |
| Zero-G Gunfight                                                         | Devil’s Cider Games        | Nejcraft                                                      | Shoot ’em up                         | Nein   | 1. Juni 2023                        |        |
| Zeroptian Invasion                                                      | Josyan                     | Ratalaika Games                                               | Shoot ’em up                         | Nein   | 26. Apr. 2019                       | [ 12 ] |
| Zeus Quest: The Rebirth of Earth                                        | Crazysoft                  | Crazysoft                                                     | Point-and-Click-Adventure            | Nein   | 9. Juni 2022                        |        |
| Zeus: God of Lightning                                                  | Aldora Games               | Cooking & Publishing                                          | Adventure                            | Nein   | 6. Apr. 2023                        |        |
| ZHED                                                                    | Ground Control Studios     | Ground Control Studios                                        | Puzzle                               | Nein   | 16. Apr. 2020                       | [ 13 ] |
| ZIC: Zombies in City                                                    | Megame                     | Megame                                                        | Ego-Shooter                          | Nein   | 30. Juni 2022                       |        |
| Ziggurat                                                                | Milkstone Studios          | Milkstone Studios                                             | Roguelike, Ego-Shooter               | Nein   | 5. Juli 2019                        | [ 14 ] |
| Ziggurat 2                                                              | Milkstone Studios          | Milkstone Studios                                             | Roguelike, Ego-Shooter               | Nein   | 7. Feb. 2022                        |        |
| Ziggy the Chaser                                                        | Ultimate Games             | Ultimate Games                                                | Jump ’n’ Run                         | Nein   | 26. Jan. 2021                       |        |
| ZikSquare                                                               | TOMAGameStudio             | TOMAGameStudio                                                | Rhythmusspiel                        | Nein   | 16. Okt. 2019                       |        |
| Zodiac Tri Peaks Solitaire                                              | Digital Game Group         | Digital Game Group                                            | Kartenspiel                          | Nein   | 27. Jan. 2022                       |        |
| Zodiacats                                                               | Maicon Denato              | Silesia Games                                                 | Puzzle                               | Nein   | 26. Jan. 2023                       |        |
| Zodiakalik                                                              | Diego Fernandes Malinowsky | Nerd Games                                                    | Rollenspiel                          | Nein   | 8. Apr. 2023                        |        |
| Zoeti                                                                   | Dusklight                  | Akupara Games                                                 | Roguelike                            | Nein   | 21. Apr. 2023                       |        |
| Zoids Wild: Blast Unleashed                                             | Codeglue                   | Outright Games                                                | Kampfspiel                           | Ja     | 16. Okt. 2020                       | [ 15 ] |
| ZOMB                                                                    | Sabec                      | Sabec                                                         | Ego-Shooter                          | Nein   | 21. Juni 2019                       |        |
| Zombie Apocalypse                                                       | Pix Arts                   | Pix Arts                                                      | Ego-Shooter                          | Nein   | 26. Jan. 2021                       |        |
| Zombie Army 4: Dead War                                                 | Rebellion                  | Rebellion                                                     | Third-Person-Shooter                 | Ja     | 26. Apr. 2022                       |        |
| Zombie Army Trilogy                                                     | Rebellion                  | Rebellion                                                     | Third-Person-Shooter, Spielesammlung | Ja     | 31. März 2020                       | [ 16 ] |
| Zombie Beyond Terror: FPS Survival                                      | T-Bull                     | T-Bull                                                        | Ego-Shooter                          | Nein   | 16. März 2022                       |        |
| Zombie Blast Crew                                                       | Vivid Games                | QubicGames                                                    | Action                               | Nein   | 13. Nov. 2020                       |        |
| Zombie Call: Trigger 3D                                                 | T-Bull                     | T-Bull                                                        | Ego-Shooter                          | Nein   | 9. Nov. 2021                        |        |
| Zombie Driver Immortal Edition                                          | Exor Studios               | Exor Studios                                                  | Rennspiel, Kampfspiel                | Nein   | 25. Juli 2019                       | [ 17 ] |
| Zombie Gold Rush                                                        | Amazing                    | Amazing                                                       | Action                               | Nein   | 26. Okt. 2017                       | [ 18 ] |
| Zombie Hill Race                                                        | Cool Small Games           | Cool Small Games                                              | Rennspiel                            | Nein   | 23. Okt. 2020                       |        |
| Zombie Is Planting                                                      | GameIn                     | TROOOZE                                                       | Lebenssimulation                     | Nein   | 11. Nov. 2021                       |        |
| Zombie Night Terror                                                     | NoClip                     | Plug In Digital                                               | Strategie                            | Nein   | 31. Jan. 2019                       | [ 19 ] |
| Zombie Panic in Wonderland DX                                           | Akaoni Studio              | Akaoni Studio                                                 | Third-Person-Shooter                 | Nein   | 25. Jan. 2019                       | [ 20 ] |
| Zombie Raid                                                             | Pix Arts                   | Pix Arts                                                      | Shoot ’em up                         | Nein   | 12. Juni 2021                       |        |
| Zombie Rollerz: Pinball Heroes                                          | Zing Games                 | Daedalic Entertainment                                        | Pinball, Roguelite                   | Nein   | 2. März 2022                        | [ 21 ] |
| Zombie Scrapper                                                         | Ransacked Studios          | Ransacked Studios                                             | Shoot ’em up                         | Nein   | 5. Apr. 2019                        |        |
| Zombie Survival                                                         | Red Fables                 | Cooking & Publishing                                          | Adventure                            | Nein   | 22. Dez. 2022                       |        |
| Zombie Watch                                                            | David Grof                 | Wildlak                                                       | Action-Adventure                     | Nein   | 21. Dez. 2021                       |        |
| Zombie’s Cool                                                           | Game Museum                | Game Museum                                                   | Shoot ’em up                         | Nein   | 12. Nov. 2020                       |        |
| Zombieland: Double Tap – Road Trip                                      | High Voltage Software      | GameMill Entertainment Retail: Maximum Games                  | Shoot ’em up                         | Ja     | 15. Okt. 2019                       | [ 22 ] |
| Zombies Ate My Neighbors and Ghoul Patrol                               | Dotemu                     | Lucasfilm Games, Disney Interactive Retail: Limited Run Games | Shoot ’em up                         | Ja     | 29. Juni 2021 Retail: 18. Juni 2021 | [ 23 ] |
| Zombies in City: Apocalypse Survival                                    | Megame                     | Megame                                                        | Survival                             | Nein   | 1. Sep. 2022                        |        |
| Zombies Killer Machine – Car Games, Driving, Dead Mechanic Simulator    | Midnight Works             | Midnight Works                                                | Rennspiel                            | Nein   | 13. Okt. 2022                       |        |
| Zombies ruined my day                                                   | Mancebo Games              | Rendercode Games                                              | Shooter                              | Nein   | 4. Juli 2020                        |        |
| ZombieVital DG                                                          | StudioGIW                  | Mediascape                                                    | Rollenspiel                          | Nein   | 14. Apr. 2021                       |        |
| Zombillie                                                               | Forever Entertainment      | Forever Entertainment                                         | Puzzle                               | Nein   | 5. Apr. 2018                        |        |
| Zombo Buster Advance                                                    | Firebeast                  | Silesia Games                                                 | Tower Defense                        | Nein   | 19. Aug. 2021                       |        |
| Zombo Buster Rising                                                     | Firebeast                  | ChiliDog Interactive                                          | Tower Defense                        | Nein   | 29. Okt. 2021                       |        |
| Zoo Dentist                                                             | Prison Games               | Prison Games                                                  | Puzzle                               | Nein   | 16. Juli 2021                       |        |
| Zorro: The Chronicles                                                   | BKOM Studios               | Nacon                                                         | Action-Adventure, Stealth            | Ja     | 16. Juni 2022                       | [ 24 ] |
| Zorya: The Celestial Sisters                                            | Madlife Divertissement     | TLM Partners                                                  | Puzzle                               | Nein   | 8. Feb. 2022                        | [ 25 ] |
| Zotrix Starglider                                                       | ZeroBit Games              | Ocean Media                                                   | Shoot ’em up                         | Nein   | 7. Jan. 2021                        | [ 26 ] |
| Zotrix: Solar Division                                                  | ZeroBit Games              | Ocean Media                                                   | Tower Defense                        | Nein   | 12. Apr. 2018                       | [ 27 ] |
| Zumania – Magic Casual Game                                             | Megame                     | Megame                                                        | Puzzle                               | Nein   | 30. Okt. 2021                       |        |
| Zumatch                                                                 | Digital Game Group         | Digital Game Group                                            | Puzzle                               | Nein   | 21. Mai 2021                        |        |
| Zumba Aqua                                                              | Inlogic Software           | Silesia Games                                                 | Puzzle                               | Nein   | 28. Okt. 2021                       |        |
| Zumba Blitz                                                             | Inlogic Software           | EpiXR Games                                                   | Puzzle                               | Nein   | 8. Sep. 2022                        |        |
| Zumba Burn It Up!                                                       | Kuju Entertainment         | 505 Games                                                     | Exergaming                           | Ja     | 22. Nov. 2019                       |        |
| Zumba Garden                                                            | Inlogic Software           | Silesia Games                                                 | Puzzle                               | Nein   | 18. Aug. 2022                       |        |